# Царев нови фазон 2: Кронков нови фазон
Царев нови фазон 2: Кронков нови фазон (енгл. The Emperor's New Groove 2: Kronk's New Groove) амерички је филм из 2005. године чији је аниматор Toon City Animation и издавач Walt Disney Home Entertainment. Представља наставаљк и спин-оф филма из 2000. године, Царев нови фазон. Гласове су, као и у претходном филму, позајмили Дејвид Спејд, Џон Гудман, Ерта Кит, Партик Ворбертон и Венди Мелик, са новим гласовима од глумаца Џон Маони и Трејси Алман. Филм је последњи у ком је присутан глас Џона Филдера, који је преминуо шест месеци након изласка филма.

## Радња
Кронк очајнички покушава да пронађе начин да импресионира свог тату, кога никада не може да задовољи. Али када ствари крену наопако, Кронк се убацује у комичну ситуацију и открива да су права богатства у животу његови пријатељи и да су „верни његовом фазону.”